# Lijst van gemeenten in het departement Creuse
Hieronder volgt een lijst van de 260 gemeenten (communes) in het Franse departement Creuse (departement 23).

## A
Ahun
- Ajain
- Alleyrat
- Anzême
- Arfeuille-Châtain
- Arrènes
- Ars
- Aubusson
- Auge
- Augères
- Aulon
- Auriat
- Auzances
- Azat-Châtenet
- Azerables

## B
Banize
- Basville
- Bazelat
- Beissat
- Bellegarde-en-Marche
- Bénévent-l'Abbaye
- Bétête
- Blaudeix
- Blessac
- Bonnat
- Bord-Saint-Georges
- Bosmoreau-les-Mines
- Bosroger
- Le Bourg-d'Hem
- Bourganeuf
- Boussac
- Boussac-Bourg
- La Brionne
- Brousse
- Budelière
- Bussière-Dunoise
- Bussière-Nouvelle
- Bussière-Saint-Georges

## C
La Celle-Dunoise
- La Celle-sous-Gouzon
- La Cellette
- Ceyroux
- Chamberaud
- Chambon-Sainte-Croix
- Chambon-sur-Voueize
- Chambonchard
- Chamborand
- Champagnat
- Champsanglard
- La Chapelle-Baloue
- La Chapelle-Saint-Martial
- La Chapelle-Taillefert
- Chard
- Charron
- Châtelard
- Châtelus-le-Marcheix
- Châtelus-Malvaleix
- Le Chauchet
- La Chaussade
- Chavanat
- Chénérailles
- Chéniers
- Clairavaux
- Clugnat
- Colondannes
- Le Compas
- La Courtine
- Cressat
- Crocq
- Crozant
- Croze

## D
Domeyrot
- Dontreix
- Le Donzeil
- Dun-le-Palestel

## E
Évaux-les-Bains

## F
Faux-la-Montagne
- Faux-Mazuras
- Felletin
- Féniers
- Flayat
- Fleurat
- Fontanières
- La Forêt-du-Temple
- Fransèches
- Fresselines

## G
Gartempe
- Genouillac
- Gentioux-Pigerolles
- Gioux
- Glénic
- Gouzon
- Le Grand-Bourg
- Guéret

## I
Issoudun-Létrieix

## J
Jalesches
- Janaillat
- Jarnages
- Jouillat

## L
Ladapeyre
- Lafat
- Lavaufranche
- Lavaveix-les-Mines
- Lépaud
- Lépinas
- Leyrat
- Linard
- Linard-Malval
- Lioux-les-Monges
- Lizières
- Lourdoueix-Saint-Pierre
- Lupersat
- Lussat

## M
Magnat-l'Étrange
- Mainsat
- Maison-Feyne
- Maisonnisses
- Malleret
- Malleret-Boussac
- Malval
- Mansat-la-Courrière
- Les Mars
- Marsac
- Le Mas-d'Artige
- Masbaraud-Mérignat
- Mautes
- Mazeirat
- La Mazière-aux-Bons-Hommes
- Méasnes
- Mérinchal
- Montaigut-le-Blanc
- Montboucher
- Le Monteil-au-Vicomte
- Mortroux
- Mourioux-Vieilleville
- Moutier-d'Ahun
- Moutier-Malcard
- Moutier-Rozeille

## N
Naillat
- Néoux
- Noth
- La Nouaille
- Nouhant
- Nouzerines
- Nouzerolles
- Nouziers

## P
Parsac
- Peyrabout
- Peyrat-la-Nonière
- Pierrefitte
- Pionnat
- Pontarion
- Pontcharraud
- La Pouge
- Poussanges
- Puy-Malsignat

## R
Reterre
- Rimondeix
- Roches
- Rougnat
- Royère-de-Vassivière

## S
Sagnat
- Sannat
- Sardent
- La Saunière
- Savennes
- Sermur
- La Serre-Bussière-Vieille
- Soubrebost
- Soumans
- Sous-Parsat
- La Souterraine
- Saint-Agnant-de-Versillat
- Saint-Agnant-près-Crocq
- Saint-Alpinien
- Saint-Amand
- Saint-Amand-Jartoudeix
- Saint-Avit-de-Tardes
- Saint-Avit-le-Pauvre
- Saint-Bard
- Saint-Chabrais
- Saint-Christophe
- Saint-Dizier-la-Tour
- Saint-Dizier-les-Domaines
- Saint-Dizier-Leyrenne
- Saint-Domet
- Saint-Éloi
- Saint-Étienne-de-Fursac
- Sainte-Feyre
- Sainte-Feyre-la-Montagne
- Saint-Fiel
- Saint-Frion
- Saint-Georges-la-Pouge
- Saint-Georges-Nigremont
- Saint-Germain-Beaupré
- Saint-Goussaud
- Saint-Hilaire-la-Plaine
- Saint-Hilaire-le-Château
- Saint-Julien-la-Genête
- Saint-Julien-le-Châtel
- Saint-Junien-la-Bregère
- Saint-Laurent
- Saint-Léger-Bridereix
- Saint-Léger-le-Guérétois
- Saint-Loup
- Saint-Maixant
- Saint-Marc-à-Frongier
- Saint-Marc-à-Loubaud
- Saint-Marien
- Saint-Martial-le-Mont
- Saint-Martial-le-Vieux
- Saint-Martin-Château
- Saint-Martin-Sainte-Catherine
- Saint-Maurice-près-Crocq
- Saint-Maurice-la-Souterraine
- Saint-Médard-la-Rochette
- Saint-Merd-la-Breuille
- Saint-Michel-de-Veisse
- Saint-Moreil
- Saint-Oradoux-de-Chirouze
- Saint-Oradoux-près-Crocq
- Saint-Pardoux-d'Arnet
- Saint-Pardoux-Morterolles
- Saint-Pardoux-le-Neuf
- Saint-Pardoux-les-Cards
- Saint-Pierre-Chérignat
- Saint-Pierre-de-Fursac
- Saint-Pierre-Bellevue
- Saint-Pierre-le-Bost
- Saint-Priest
- Saint-Priest-la-Feuille
- Saint-Priest-la-Plaine
- Saint-Priest-Palus
- Saint-Quentin-la-Chabanne
- Saint-Sébastien
- Saint-Silvain-Bas-le-Roc
- Saint-Silvain-Bellegarde
- Saint-Silvain-Montaigut
- Saint-Silvain-sous-Toulx
- Saint-Sulpice-le-Dunois
- Saint-Sulpice-le-Guérétois
- Saint-Sulpice-les-Champs
- Saint-Vaury
- Saint-Victor-en-Marche
- Saint-Yrieix-la-Montagne
- Saint-Yrieix-les-Bois

## T
Tardes
- Tercillat
- Thauron
- Toulx-Sainte-Croix
- Trois-Fonds

## V
Vallière
- Vareilles
- Verneiges
- Vidaillat
- Viersat
- Vigeville
- Villard
- La Villedieu
- La Villeneuve
- La Villetelle